# Plasenzuela
Plasenzuela es un municipio español, en la provincia de Cáceres, Comunidad Autónoma de Extremadura. Forma parte del Partido Judicial de Trujillo y pertenece a la Asociación para el Desarrollo Integral de Sierra de Montánchez y Tamuja.

## Geografía
Se sitúa en la penillanura trujillana cacereña. Su paisaje se caracteriza por presentar grandes llanuras con batolitos graníticos.

## Historia
Plasenzuela posee en sus contornos abundantes restos arqueológicos entre los cuales se encuentra el Cerro de la Horca con materiales de diferentes épocas (Neolítico, Calcolítico, Edad del Bronce), la necrópolis del Romazal con restos de la Edad del Hierro Final, El Guijo y algunas minas con presencia de elementos romanos. Entre ellos se encuentra una inscripción que recoge el nombre Lucio Julio Ibarra, lo que supone el más antiguo registro de este apellido, y arroja ciertas dudas sobre la época de la formación del artículo en euskera. Los romanos denominaron vetones a los habitantes de la zona. Tras el periodo islámico, con algunos rastros en el municipio, perteneció a las tierras de Trujillo hasta que en el siglo XVI d. Juan de Vargas y Camargo compró el término pasando a ser señorío, hecho atestiguado por el rollo que se levanta en su plaza. En el siglo XVII pasa a la familia de Tapia y en el siglo XVIII forma parte del patrimonio del conde de Canilleros.
En 1594 formaba parte de la Tierra de Trujillo en la Provincia de Trujillo.
A la caída del Antiguo Régimen la localidad se constituye en municipio constitucional en la región de Extremadura, desde 1834  quedó integrado en el Partido Judicial de Trujillo. En el censo de 1842 contaba con 95 hogares y 520 vecinos.

## Demografía
Plasenzuela cuenta con una población de 518 habitantes (INE 2024).
| Gráfica de evolución demográfica de Plasenzuela entre 1842 y 2021                                                   |
| |
| Población de derecho según los censos de población del INE Población de hecho según los censos de población del INE |

| 514                                      | 540 | 556 | 521 | 518 | 481 | 481 | 492 |
| (Fuente: INE (Población por municipios)) |     |     |     |     |     |     |     |

## Política
En el ayuntamiento de Plasenzuela, desde 1979, el partido que más tiempo ha gobernado ha sido el PSOE
| Elecciones municipales |      |      |      |      |      |      |      |      |      |
| Partido                | 1979 | 1983 | 1987 | 1991 | 1995 | 1999 | 2003 | 2007 | 2011 |
| PSOE                   | 2    | 5    | 5    | 5    | 4    | 5    | 5    | 5    | 2    |
| CD / AP / PP-EU / PP   |      |      | 2    | 2    | 3    | 2    | 2    | 2    | 2    |
| AEP                    |      |      |      |      |      |      |      |      | 3    |
| IU-V-EX                |      |      |      |      |      |      |      |      | 0    |
| UCD / CDS              | 5    | 2    |      |      |      |      |      |      |      |
| IPEX                   |      |      |      |      |      |      |      | 0    |      |
| Total                  | 7    | 7    | 7    | 7    | 7    | 7    | 7    | 7    | 7    |

## Alcaldes durante la democracia
| Periodo   | Nombre                                                          | Partido |
| --------- | --------------------------------------------------------------- | ------- |
| 1979-1983 | Juan Ceballos Galeano                                           | UCD     |
| 1983-1987 | Juan Ceballos Galeano                                           | PSOE    |
| 1987-1991 | Juan Ceballos Galeano                                           | PSOE    |
| 1991-1995 | Juan Ceballos Galeano                                           | PSOE    |
| 1995-1999 | Juan Ceballos Galeano (1997) José Villegas Ceballos             | PSOE    |
| 1999-2003 | José Villegas Ceballos                                          | PSOE    |
| 2003-2007 | José Villegas Ceballos                                          | PSOE    |
| 2007-2011 | José Villegas Ceballos (2008) Adrián González López             | PSOE    |
| 2011-2015 | Adrián González López (2012) Francisca "Paqui" Iglesias Salgado | (PP)    |
| 2015-2019 | Juan Antonio Toril de la Cruz (2015/2019)                       | (PSOE)  |

## Monumentos
La Iglesia parroquial católica bajo la advocación de la Asunción de Nuestra Señora, en la Archidiócesis de Mérida-Badajoz, Diócesis de Plasencia, arciprestazgo de Trujillo. Construcción (siglos XV, XVII) formada por una nave rectangular con la capilla mayor dirigida a levante. 
La cruz del Humilladero consta de una base cuadrángular de cuatro peldaños, un fuste de unos cuatro metros de altura, un capitel jónico y la cruz. En su anverso figura la imagen de Cristo crucificado y en el reverso la de la Virgen María. Se encuentra dentro de un pequeño recinto murado situado en la carretera de circunvalación.

La fuente de los leones, situada en los alrededores de la iglesia parroquial, también es un referente en el municipio. En 2017 ha sido reparada y puesta en funcionamiento.